# Богатырёв, Владимир Григорьевич (футболист)
Владимир Григорьевич Богатырёв (урожд. Куликов; род. 23 августа 1960, Красноярск) — советский и российский футболист, полузащитник. Тренер.
В детском спортивном клубе начинал заниматься хоккеем, играл на первенство Красноярска. У тренера Валерия Заева стал играть в футбол за команду «Старт» завода «Химволокно». Затем занимался в ДЮСШ по футболу. Был признан лучшим игроком на зональном турнире Сибири и Дальнего Востока, который проходил во Владивостоке. Вначале носил фамилию матери Куликов, затем, после утери документов, — фамилию отца, с которым мать жила в незарегистрированном браке.
Во время учёбы в 10 классе был приглашён в команду мастеров «Автомобилист» Красноярск. Год отыграл за «Рассвет» в чемпионате Красноярского края, в 1980 году провёл полный сезон в составе «Автомобилиста» во второй лиге. В 1985 году был приглашён в клуб первой лиги «Кузбасс» Кемерово. В 1986 году после смены тренера и полученной на сборах травмы Богатырёв был отчислен. Собирался перейти в «Металлург» Новокузнецк, но вернулся в красноярскую команду, за которую играл до 1991 года.
С 1992 года начал играть за команду «Заря» Ленинск-Кузнецкий, с которой стал победителем зонального турнира второй лиги. В 1994 году получил травму — разрыв связки. Понимая, что сложно будет выйти на прежний уровень, в начале 1995 года перешёл в клуб второй лиги «Виктория» Назарово, где на следующий год завершил профессиональную карьеру.
В 1998 году работал тренером в «Металлурге». Работал физоргом на КрАЗе, играл в первенстве Красноярского края. Затем стал тренером группы подготовки резерва «Металлурга».